# Daniel Nefa
Daniel Nefa (Cinco Saltos, Provincia de Río Negro, 17 de julio de 1993) es un piloto argentino de automovilismo de velocidad. Inició su carrera deportiva en categorías argentinas de monopostos, logrando en 2012 ser subcampeón de las fórmulas Metropolitana y Nueva Generación. En 2013 concretó su ingreso a las categorías de turismos, al debutar en la división TC Pista Mouras de la Asociación Corredores de Turismo Carretera, al comando de un Ford Falcon del equipo Quilmes Plas Racing. Con esta misma unidad y equipo, en 2015 ascendió a la divisional TC Mouras, donde obtuvo su primera victoria el 8 de junio en el Autódromo Roberto Mouras de La Plata. Sus actuaciones le permitieron en 2017 ascender por primera vez a la divisional TC Pista, siempre al comando del Ford del equipo de Quilmes, sin embargo debió desertar del torneo a mitad de temporada.
En 2018 retornó al TC Mouras, donde por primera vez cambió de marca, pasando a pilotear un Chevrolet Chevy del equipo Coiro Dole Racing. En esta temporada consiguió su mejor resultado en inferiores de ACTC, al quedarse con el subcampeonato, por detrás del eventual monarca Germán Todino. Tras haber competido un año más en esta divisional, en 2020 concreta su retorno al TC Pista, siempre al comando del Chevrolet del Coiro Dole Racing, sin embargo, nuevamente por cuestiones presupuestarias terminaría abandonando la categoría sin completar la temporada. A pesar de ello, continuó ligado al Coiro Dole Racing donde ejerció funciones de director deportivo, a la vez de haber tenido una breve experiencia en la categoría TC Pick Up, al comando de una unidad Toyota Hilux.
Además de todas estas incursiones en el ámbito de la ACTC, Nefa tuvo participaciones dentro del Turismo Carretera en calidad de invitado, teniendo su debut absoluto en esta categoría, en la competencia de los 500 km de Olavarría de 2016, siendo invitado por el piloto Gastón Mazzacane para competir al comando del Chevrolet Chevy del equipo Coiro Dole Racing que manejaba el piloto platense. Tal invitación se repitió en los años siguientes, en ocasión de las competencias de los 1000 km de Buenos Aires de 2017 y 2018.
Finalmente y tras dos años de pausa en su carrera deportiva, retornó a la actividad en 2022 compitiendo en la categoría Turismo 4000 Argentino, donde al comando de un Dodge GTX con motor Chevrolet, atendido por el equipo Roma Competición, conquistó el campeonato de la divisional, logrando su primer título en el automovilismo deportivo.

## Resumen deportivo
| Temporada | Categoría                        | Equipo              | Coche               | Carreras | Victorias | Podios | Poles  | VR     | Puntos | Pos.   |
| --------- | -------------------------------- | ------------------- | ------------------- | -------- | --------- | ------ | ------ | ------ | ------ | ------ |
| 2009      | Fórmula 4 Argentina              | Scuderia Ramini     | Crespi-Renault      | 1        | 0         | 0      | 0      | 0      | 1.00   | 34.º   |
| 2011      | Fórmula Metropolitana            | Tati Race Team      | Crespi-Renault      | 11       | 1         | 5      | 2      | 1      | 90.00  | 4.º    |
| 2011      | Clase 2 del Turismo Nacional     | BT Racing           | Renault Clio        | 2        | 0         | 0      | 0      | 0      | 7.00   | 48.º   |
| 2012      | Fórmula 4 Nueva Generación       | Tati Race Team      | Crespi-Audi         | 8        | 3         | 4      | 2      | 1      | 179.50 | 2.º    |
| 2012      | Fórmula Metropolitana            | Tati Race Team      | Crespi-Renault      | 12       | 3         | 9      | 0      | 1      | 156.00 | 2.º    |
| 2013      | TC Pista Mouras                  | Quilmes Plas Racing | Ford Falcon         | 12       | 0         | 0      | 0      | 0      | 322.50 | 8.º    |
| 2014      | TC Pista Mouras                  | Quilmes Plas Racing | Ford Falcon         | 12       | 1         | 4      | 1      | 2      | 372.50 | 4.º    |
| 2015      | TC Mouras                        | Quilmes Plas Racing | Ford Falcon         | 13       | 1         | 1      | 0      | 1      | 369.50 | 13.º   |
| 2016      | TC Mouras                        | Quilmes Plas Racing | Ford Falcon         | 14       | 2         | 3      | 1      | 1      | 497.00 | 4.º    |
| 2016      | Olavarría 500 de TC              | Coiro Dole Racing   | Chevrolet Chevy     | 1        | 0         | 0      | 0      | 0      | 0.00   | Inv.   |
| 2017      | TC Pista                         | Quilmes Plas Racing | Ford Falcon         | 6        | 0         | 1      | 0      | 0      | 136.50 | 28.º   |
| 2017      | Torneo de invitados de TC Mouras | Alifraco Sport      | Ford Falcon         | 2        | 0         | 0      | 0      | 0      | 58.50  | 6.º    |
| 2017      | Torneo de invitados de TC Mouras | Coiro Dole Racing   | Torino Cherokee     | 2        | 0         | 0      | 0      | 0      | 58.50  | 6.º    |
| 2017      | Torneo de invitados de TC Mouras | Coiro Dole Racing   | Chevrolet Chevy     | 1        | 0         | 0      | 0      | 0      | 58.50  | 6.º    |
| 2017      | Buenos Aires 1000 de TC          | Coiro Dole Racing   | Chevrolet Chevy     | 1        | 0         | 0      | 0      | 0      | 0.00   | Inv.   |
| 2018      | TC Mouras                        | Coiro Dole Racing   | Chevrolet Chevy     | 15       | 2         | 5      | 2      | 1      | 566.50 | 2.º    |
| 2018      | Buenos Aires 1000 de TC          | Coiro Dole Racing   | Chevrolet Chevy     | 1        | 0         | 0      | 0      | 0      | 0.00   | Inv.   |
| 2019      | TC Mouras                        | Coiro Dole Racing   | Chevrolet Chevy     | 16       | 3         | 6      | 6      | 3      | 562.75 | 4.º    |
| 2020      | TC Pista                         | Coiro Dole Racing   | Chevrolet Chevy     | 2        | 0         | 0      | 0      | 0      | 45.00  | 34.º   |
| 2020      | TC Pick Up                       | Coiro Dole Racing   | Toyota Hilux        | 2        | 0         | 0      | 0      | 0      | 53.00  | 24.º   |
| 2022      | Turismo 4000 Argentino           | Roma Competición    | Dodge GTX-Chevrolet | 9        | 5         | 8      | 2      | 3      | 331.50 | 1.º    |
| Fuente:   | [ 12 ]                           | [ 12 ]              | [ 12 ]              | [ 12 ]   | [ 12 ]    | [ 12 ] | [ 12 ] | [ 12 ] | [ 12 ] | [ 12 ] |

## Palmarés
| Título     | Categoría                  | Automóvil           | Año  |
| ---------- | -------------------------- | ------------------- | ---- |
| Subcampeón | Fórmula 3 Metropolitana    | Crespi-Renault      | 2012 |
| Subcampeón | Fórmula 4 Nueva Generación | Crespi-Renault      | 2012 |
| Subcampeón | TC Mouras                  | Chevrolet Chevy     | 2018 |
| Campeón    | Turismo 4000 Argentino     | Dodge GTX-Chevrolet | 2022 |